# Římskokatolická farnost Černíkovice
Římskokatolická farnost Černíkovice je územním společenstvím římských katolíků v rychnovském vikariátu královéhradecké diecéze.

## O farnosti

### Historie
Plebánie v Černíkovicích existovala již ve 14. století. Původní farní kostel byl v letech 1648–1652 nahrazen raně barokní novostavbou. V roce 1848 byla postavena nová budova fary. Ve 20. století přestal být do farnosti ustanovován sídelní duchovní správce.

### Současnost
Farnost je spravována excurrendo z Rychnova nad Kněžnou.
| Kostel                          | Místo       | Bohoslužba             | Bohoslužba             | Poznámka     |
| ------------------------------- | ----------- | ---------------------- | ---------------------- | ------------ |
| Kaple svatého Cyrila a Metoděje | Byzhradec   | neslouží se pravidelně | neslouží se pravidelně | obecní kaple |
| Kostel Povýšení svatého Kříže   | Černíkovice | neděle                 | 8.00                   | farní kostel |
| Kaple svatého Václava           | Třebešov    | neslouží se pravidelně | neslouží se pravidelně | obecní kaple |